# Бутано-датские отношения
Бутано-датские отношения — двусторонние дипломатические отношения между Бутаном и Данией, которые были установлены в 1985 году. Дания имеет дипломатическую миссию в Тхимпху.

## История
В 1978 году правительство Дании начало развивать сотрудничество с Бутаном, а в 1989 году Бутан был выбран в качестве страны-участницы датской программы по оказанию помощи развивающимся странам. Экономическая помощь была сосредоточена на следующих направлениях: здравоохранение, образование, защита окружающей среды, развитие городов и системы государственного управления. В 1997 году была разработана первая стратегия Дании по развитию Бутана на период 1998—2002 годов. В течение нескольких лет Дания была одним из крупнейших иностранных инвесторов в экономику Бутана. В 2010 году премьер-министр Бутана Джигме Тинлей получил аудиенцию у королевы Дании Маргрете II.
C начала 1990-х годов Дания оказывает помощь в развитии системы образования, снижении уровня бедности населения и развития свободы прессы в Бутане. В 2012 году правительство Дании планировало инвестировать 1,1 млн. датских крон в сектор здравоохранения, защиты окружающей среды и благоустройство городов в Бутане. Между странами подписано соглашение о развитии системы государственного управления в Бутане, в рамках которого Дания предоставила в общей сложности 50 млн датских крон. Ожидалось, что политика оказания экономической помощи на период с 2008 по 2013 год станет последней программой Дании, способствующей устойчивому развитию Бутана.